# Maria Sangrenta

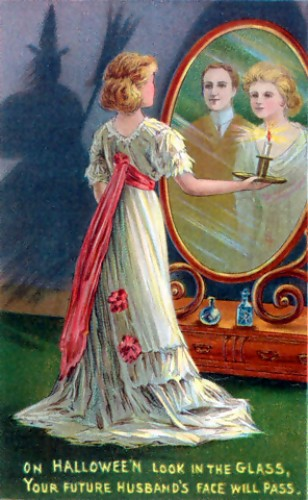
Um envelope do início do século 20 retrata um ritual de adivinhação em que uma mulher olha para um espelho em uma sala escura para ter um vislumbre do rosto de seu futuro marido. A sombra de uma bruxa é lançada na parede à esquerda.

Bloody Mary (conhecida também como Maria Sangrenta,  Bruxa do Espelho) é uma lenda urbana, é um fantasma ou espírito que aparece no espelho quando tem seu nome falado repetidas vezes. Parte principalmente do folclore ocidental.
A expressão "Bloody Mary" é anterior à própria lenda, tendo sido originada na rainha inglesa Maria I, da dinastia Tudor, cujo reinado foi marcado pela tentativa de contrarreforma católica, levando à morte de cerca 300 protestantes. Embora seu pai Henrique VIII e sua irmã Isabel I tenham ordenado um número maior de execuções durante seus reinados, Maria ficou conhecida com sangrenta pois suas execuções foram levadas apenas por motivos religiosos e em uma proporção muito maior, considerando a quantidade de execuções e o curto período de tempo. Com isso, seus opositores a apelidaram de "Maria Sanguinária". Ela também era conhecida por ter sofrido um grande número de abortos espontâneos ou gestações falsas.
A lenda da Maria Sangrenta, como se tem hoje, é originária dos Estados Unidos no século XX. Ainda que seja a mais famosa, em outras culturas, existem versões desta lenda, que podem ou não ter surgido de forma independente. Há alguma controvérsia em relação à lenda brasileira da "Loira do Banheiro" ou a Hanako-san, no Japão, serem a mesma lenda ou não. Especula-se que aspectos da lenda sejam recorrentes em diversas culturas por tratar-se de uma alegoria arquetípica do inconsciente coletivo para tematizar o tabu da primeira menstruação na puberdade.

## Descrição
Conforme a lenda, Mary foi morta (por motivos passionais), entre o final do século XIX e início do século XX, e seus olhos foram arrancados, sendo o corpo deixado à frente de um espelho. Morta por um médico-cirurgião, antes de morrer tentou revelar seu assassino ao escrever um T no espelho. Esta letra era a marca registrada deste médico.
Com isso, reza a lenda que toda a vez que o seu nome for pronunciado três vezes em frente a um espelho (somente durante a noite), ela aparecerá para alguém que tenha envolvimento com alguma morte e mantenha este fato em segredo, arrancando-lhe seus olhos. Para complementar, ela grava o nome de quem foi morto, antes de matar o assassino.
Numa outra versão, uma mulher, ou menina, aparece no espelho de banheiros das escolas quando o nome de “Maria Sangrenta” é pronunciado por três vezes diante deste espelho. A partir desse pressuposto, a lenda é referente a história de Maria que após perder seu pai durante a Segunda Guerra Mundial, sofre todo o tipo de injustiça, preconceito e miséria, oriundos da guerra. Ao lado de sua mãe enfrenta uma vida sofrida que faz com que Maria tenha sua infância prejudicada pelas tragédias e acontecimentos que foram surgindo e fazendo com que sua vida fosse ficando cada vez mais difícil, até que a última tragédia a transformasse em Maria Sangrenta, quando é morta num banheiro de escola.
A Bloody Mary supostamente aparece como um cadáver, uma bruxa ou fantasma; pode ser amigável ou mal, e às vezes é "visto" coberto de sangue. A tradição em torno do ritual afirma que os participantes podem suportar a aparição gritando com eles, amaldiçoando-os, estrangulando-os, roubando sua alma, bebendo seu sangue, ou arranhando os olhos.

## História
Historicamente, o ritual da Necromancia encorajava as jovens a subir um lance de escadas para trás, segurando uma vela e um espelho de mão, numa casa escura. Enquanto olhavam para o espelho, deveriam poder ver o rosto do futuro marido. Havia, no entanto, uma chance de que eles vissem uma caveira humana (ou o rosto da Morte) em vez disso, indicando que elas estavam destinadas a morrer antes que tivessem a chance de se casar.
No ritual surgido no século XX, Bloody Mary supostamente passou a aparecer para indivíduos ou grupos que ritualisticamente invocavam seu nome em um ato de Captromancia, onde os jovens repetidamente cantavam seu nome em um espelho colocado em uma sala mal iluminada ou à luz de velas. Em algumas tradições, o nome deveria ser repetido treze vezes (ou algum outro número especificado de vezes).

## Possíveis explicações científicas para o fenômeno
Olhar em um espelho em uma sala pouco iluminada por um período prolongado pode causar alucinações. Características faciais podem parecer "derreter", distorcer, desaparecer e girar, enquanto outros elementos alucinatórios, como rostos animais ou estranhos, podem aparecer. Giovanni Caputo, da Universidade de Urbino, escreve que esse fenômeno, que ele chama de "ilusão da face estranha", é considerado uma consequência de um "efeito dissociativo de identidade", que faz com que o sistema de reconhecimento facial do cérebro se atrapalhe, de maneira atualmente não identificada. Outras possíveis explicações para o fenômeno incluem ilusões atribuídas, pelo menos parcialmente, aos efeitos perceptuais de "Efeito de Troxler", e, possivelmente, auto-hipnose.

## Variações

### Loira do Banheiro
A Loira do Banheiro seria uma lenda brasileira que teria sido originada em Guaratinguetá, São Paulo, a partir da história real de Maria Augusta de Oliveira Borges. Após um casamento arranjado pela família, aos 14 anos, com o conselheiro Dutra Rodrigues, um homem muito mais velho, tornou-se infeliz e acabou por separar-se apenas 4 anos depois. Vendeu suas joias e fugiu para Paris, onde acabou por falecer em 1891, aos 26 anos. Seu atestado de óbito desapareceu, tendo a causa mortis se tornado um mistério. Acredita-se que teria morrido de raiva, doença que na época era comum na Europa e que causa desidratação nas vítimas. O corpo da jovem, após voltar ao Brasil, foi mantido em uma urna de vidro no casarão da família para visitação pública, enquanto o túmulo era preparado. Amélia Augusta Cazal, mãe de Maria, arrependida, não queria enterrar sua filha, mesmo com a sepultura pronta, até começar a ter diversas visões da filha pedindo o enterro. Devido a isso, sua mãe finalmente decidiu pelo sepultamento.
Em 1902, dez anos após seu enterro, a casa onde viveu deu lugar à Escola Estadual Conselheiro Rodrigues Alves. A partir de algum tempo, surgiram boatos de que o espírito de Maria Augusta vagava pela escola, especialmente pelos banheiros, abrindo torneiras para saciar sua sede, e pedindo enterro. A história ganhou força quando um incêndio misterioso atingiu parte do prédio em 1916.
Após este fato, a história da Loira do Banheiro espalhou-se e passou a fazer parte do imaginário adolescente em muitos colégios brasileiros, numa espécie de fusão com a lenda norte-americana: muitas das características da Bloody Mary passaram a ser associadas à Loira do Banheiro. O suposto espírito passou a ser descrito como o fantasma de uma jovem loira de vestes brancas, com pedaços de algodão na boca, ouvidos e nariz. Este espírito surgiria depois de um ritual de invocação, que varia de acordo com o colégio. As possíveis etapas incluem chamá-lo três vezes em frente ao espelho, bater a porta do banheiro, falar palavrões, chutar o vaso sanitário e puxar a descarga, por vezes com a combinação de dois ou mais desses rituais, ou até mesmo todos eles.

### Verónica
Na Espanha, a versão local da lenda é chamada de Verónica. A versão mais comum da lenda explica que é uma menina morta durante a puberdade (muitas vezes durante uma sessão de Ouija) e cujo espírito foi capturado entre o mundo dos vivos e o dos mortos. No entanto, algumas versões consideram-na filha de Satanás. O nome da personagem muda com frequência de nome (com variantes como Carolina e Micaela), ou se multiplica, normalmente na forma de duas irmãs ou amigas. Também possui outras variações, onde muda de forma física, tais como María la Paralítica ou La Vieja Del Quinto. A versão local da lenda possuiu, por sua vez, inúmeras sub-variações: Pedrosa e Moratalla, estudiosos do assunto, chegaram a catalogar e 2002 ao menos 33 versões desta lenda somente em Madrid.
Seu ritual é apresentado em várias configurações, envolvendo o uso de objetos cotidianos, como um livro (muitas vezes, a Bíblia) ou uma tesoura (em memória daqueles que, de acordo com uma das versões, causaram a morte para Veronica). Veronica por vezes mata quem a invocou, geralmente com uma arma branca que está na vizinhança (facas de cozinha, facas, cortadores de unha, tesoura ...), que dispara e atinge o coração ou o pescoço da vítima. O tema central do rito geralmente são consultas relacionadas ao primeiro amor ou à morte. Não se sabe a origem ao certo desta lenda, mas suspeita-se que tenha ligação com a história de Santa Verônica.